# Bengt Norling
Bengt Olof Norling, född 12 januari 1925 i Sankt Pauli församling i Malmö, död 2 juni 2002 i Sollentuna församling i Stockholms län, var en svensk politiker (s) och ämbetsman.

## Biografi
Norling var metallarbetare vid Storfors rörverk 1939–1940 och järnvägstjänsteman i Storfors 1940–1942. Åren 1942–1956 var han järnvägstjänsteman i Vansbro samtidigt som han hade kommunala uppdrag inom Sveriges socialdemokratiska arbetareparti där. Han var studiesekreterare och förhandlingsombudsman i Svenska järnvägsmannaförbundet 1956–1965, förhandlingsombudsman i LO 1965–1969 och sekreterare i LO 1969. Norling var kommunikationsminister 1969–1976, ledamot av Sveriges riksdag 1971–1977 och landshövding i Värmlands län 1977–1990.
Norling var därtill ledamot av styrelsen för Statens vägverk 1965–1969, ledamot av Statens trafiksäkerhetsråd, ordförande i Militära flygindustrikommittén 1979–1983, vice ordförande i Statspensionärernas Riksförbund 1994–1997 och ordförande för Förbundet Sveriges Folkförsvar sedan 1999.
Bengt Norling var son till stationsinspektoren David Norling och Margareta Thorsén. Han gifte sig 1946 med Elisabeth Stöfling (1925–2010). Makarna är begravda på Sollentuna kyrkogård.